# American Campus – Reif für die Uni?
American Campus – Reif für die Uni? (Originaltitel: Undeclared) ist eine US-amerikanische Fernsehserie, die von September 2001 bis März 2002 auf Fox ausgestrahlt wurde.
Der Originaltitel der Serie Undeclared rührt daher, dass zwei der Protagonisten Steven Karp und Rachel Lindquist sich nicht für ein Hauptstudienfach angemeldet haben und dieses so nicht geklärt ist. Die Serie stellt eine Art Folgeserie zu Voll daneben, voll im Leben (Freaks und Geeks) dar, wobei Seth Rogen der einzige der Schauspielerriege ist, der auch in der neuen Serie zur Hauptbesetzung gehört.
Judd Apatow, der Schreiber der Serie, erzählte der Los Angeles Times 2006, dass das College die Belohnung dafür sei, dass man die High School überlebt habe. („the reward for surviving high school.“) Weiterhin sagte er, dass viele Menschen tolle lustige Geschichten vom College hätten, dagegen von der Highschool nur Albtraumgeschichten. („Most people have great fun stories from college and nightmare stories from high school.“). Zudem sagte er, dass es schwierig sei, das Collegeleben auf öffentlichen Sendern ehrlich darzustellen. Denn in Wahrheit seien die Studenten high, tränken und hätten Sex und egal, wie man es darstelle, man verfälsche die Wahrheit. Dies sieht er als einen Grund für das Aussterben der Collegeserien. („One reason for the death of college shows is that it's difficult to be honest about campus life on network or basic cable. It's hard to portray truthfully. The truth is, kids are high, drunk and having sex. No matter what you do, you're fudging it.“)

## Handlung
Die Serie konzentriert sich auf eine Gruppe von Erstsemestern an der fiktiven University of North Eastern California. Im Gegensatz zur Vorgängerserie Voll daneben, voll im Leben spielt diese Serie in der Gegenwart und nicht in den 1980er Jahren. Die Serie gab einen humorvollen und präzisen Einblick in die Höhen und Tiefen des normalen Collegelebens, inklusive Liebesbeziehungen.
Steven, der an der High-School immer ein Niemand war, erhofft sich von seinem „neuen“ Leben am College sehr viel, er will ein cooler Student werden. Auch wenn zunächst alles gut zu verlaufen scheint, erhalten seine Hoffnungen durch das plötzliche Auftauchen seines Vaters bei einer Wohnheimfete einen gehörigen Dämpfer. Gemeinsam mit seinen Mitbewohnern, dem Herzensbrecher Lloyd, dem Musiker Marshall, dem Gehirn Ron und den hübschen Mädels von gegenüber, Lizzie und Rachel, stellt er sich nun der großen Herausforderung des Collegelebens.

## Besetzung
| Rolle            | Schauspieler          | Synchronsprecher             |
| ---------------- | --------------------- | ---------------------------- |
| Steven Karp      | Jay Baruchel          | Wanja Gerick                 |
| Lloyd Haythe     | Charlie Hunnam        | Marcel Collé                 |
| Lizzie Exley     | Carla Gallo           | Sonja Scherff                |
| Rachel Lindquist | Monica Keena          | Ilona Otto                   |
| Ron Garner       | Seth Rogen            | Dennis Schmidt-Foß           |
| Marshall Nesbitt | Timothy Sharp         | Gerrit Schmidt-Foß           |
| Hal Karp         | Loudon Wainwright III | Bodo Wolf (Synchronsprecher) |
| Eric             | Jason Segel           | Simon Jäger                  |

### Gastauftritte
Folgende Personen hatten im Laufe der Serie Gastauftritte, manche sogar wiederkehrende Rollen:
- Kevin Hart als Luke (3 Episoden)
- Samm Levine als Brooks (2 Episoden)
- David Krumholtz als Greg (2 Episoden)
- Amy Poehler als Hillary (2 Episoden)
- Kyle Gass als Eugene (2 Episoden)
- Mike White als Verkäufer in der Zoohandlung (1 Episode)
- Will Ferrell als Dave (1 Episode)
- Fred Willard als Professor Duggan (1 Episode)
- Adam Sandler als er selbst (1 Episode)
- Allen Covert als er selbst (1 Episode)
- Simon Helberg als Jack (1 Episode)
- Ben Stiller als Rex (1 Episode)
- Martin Starr als Theo (1 Episode)
- Greg Mottola als junger Professor (1 Episode)
- Tom Welling als Tom (1 Episode)

Außerdem wirken sämtliche Darsteller aus Apatows Vorgängerserie Voll daneben, voll im Leben wie Martin Starr, Samm Levine, Sarah Hagan, Busy Philipps, Natasha Melnick, Steve Bannos, und Jason Segel in Gastauftritten mit.

## Ausstrahlung
Als erster Deutschsprachiger Sender zeigte der ORF 1 die Serie ab dem 24. März 2002. Erst über ein Jahr später folgten der Schweizer Sender SF zwei, die sie ab dem 14. Mai 2003 zeigte und der deutsche Sender PRO 7, der sie zwischen dem 17. Mai 2003 und dem 6. September 2003 jeweils samstags ausstrahlte.